# Тлучань
Тлучань (пол. Tłuczań) — село в Польщі, у гміні Бжезьниця Вадовицького повіту Малопольського воєводства.
Населення — 945 осіб (2011).

## Історія
У 1975-1998 роках село належало до Бельського воєводства, підпорядковувалося районній адміністрації у Вадовицях.

## Демографія
Демографічна структура станом на 31 березня 2011 року:
|          | Загалом | Допрацездатний вік | Працездатний вік | Постпрацездатний вік |
| -------- | ------- | ------------------ | ---------------- | -------------------- |
| Чоловіки | 471     | 94                 | 326              | 51                   |
| Жінки    | 474     | 102                | 267              | 105                  |
| Разом    | 945     | 196                | 593              | 156                  |